# Giro de Italia 1925
La 13.ª edición del Giro de Italia se disputó entre el 16 de mayo y el 7 de junio de 1925, con un recorrido de 12 etapas y 3520 km, que el vencedor completó a una velocidad media de 25,600 km/h. La carrera comenzó y terminó en Milán.
Tomaron la salida 126 participantes, todos italianos, de los cuales 39 llegaron a la meta final. 
Alfredo Binda, en la que era su primera participación, consiguió su primera victoria en el Giro de Italia imponiéndose en la clasificación general por delante de los anteriormente vencedores Costante Girardengo y Giovanni Brunero.

## Etapas
| Etapa      | Fecha     | Recorrido           | Distancia (km) | Ganador             | Líder               |
| ---------- | --------- | ------------------- | -------------- | ------------------- | ------------------- |
| 1.ª etapa  | 16 de may | Milán – Turín       | 278,1          | Pietro Linari       | Pietro Linari       |
| 2.ª etapa  | 18 de may | Turín – Arenzano    | 279,2          | Costante Girardengo | Costante Girardengo |
| 3.ª etapa  | 20 de may | Arenzano – Pisa     | 315            | Pierino Bestetti    | Costante Girardengo |
| 4.ª etapa  | 22 de may | Pisa – Roma         | 337,1          | Costante Girardengo | Costante Girardengo |
| 5.ª etapa  | 24 de may | Roma – Nápoles      | 260            | Gaetano Belloni     | Alfredo Binda       |
| 6.ª etapa  | 26 de may | Nápoles – Bari      | 314,2          | Alfredo Binda       | Alfredo Binda       |
| 7.ª etapa  | 28 de may | Bari – Benevento    | 234,9          | Costante Girardengo | Alfredo Binda       |
| 8.ª etapa  | 30 de may | Benevento – Sulmona | 275            | Giovanni Brunero    | Alfredo Binda       |
| 9.ª etapa  | 1 de jun  | Sulmona – Arezzo    | 376,8          | Costante Girardengo | Alfredo Binda       |
| 10.ª etapa | 3 de jun  | Arezzo – Forlì      | 224,3          | Costante Girardengo | Alfredo Binda       |
| 11.ª etapa | 5 de jun  | Forlì – Verona      | 318            | Costante Girardengo | Alfredo Binda       |
| 12.ª etapa | 7 de jun  | Verona – Milán      | 307,9          | Gaetano Belloni     | Alfredo Binda       |
| Total      | Total     | Total               | 3520,5         |                     |                     |

## Clasificaciones

### Clasificación general
| Clasificación general |                      |               |                   |
| Ciclista              | Ciclista             | Equipo        | Tiempo            |
| --------------------- | -------------------- | ------------- | ----------------- |
| 1.º                   | Alfredo Binda        | Legnano       | 137 h 31 min 13 s |
| 2.º                   | Costante Girardengo  | Wolsit        | + 4 min 58 s      |
| 3.º                   | Giovanni Brunero     | Legnano       | + 7 min 22 s      |
| 4.º                   | Gaetano Belloni      | Wolsit        | + 26 min 29 s     |
| 5.º                   | Nello Ciaccheri      | Legnano       | + 37 min 57 s     |
| 6.º                   | Ermanno Vallazza     | Legnano       | + 1 h 00 min 27 s |
| 7.º                   | Pietro Bestetti      | Wolsit        | + 1 h 15 min 10 s |
| 8.º                   | Gianbattista Gilli   | Independiente | + 1 h 25 min 18 s |
| 9.º                   | Giovanni Trentarossi | Independiente | + 1 h 40 min 45 s |
| 10.º                  | Pasquale Di Pietro   | Independiente | + 2 h 31 min 23 s |

### Clasificación por equipos
| Clasificación por equipos |          |        |
| Equipo                    | Equipo   | Tiempo |
| ------------------------- | -------- | ------ |
| 1.º                       | Legnano* | -      |

* Premio atribuido al equipo del vencedor